# Lieja-Bastogne-Lieja 2020
La Lieja-Bastogne-Lieja 2020 fou l'edició número 106 de la clàssica ciclista Lieja-Bastogne-Lieja. Es disputà el diumenge 4 d'octubre de 2020 sobre un recorregut de 258 km. La cursa formà part de l'UCI World Tour 2020. Inicialment la cursa s'havia de disputar el 26 d'abril, però per culpa de la pandèmia de COVID-19 fou posposada fins a l'octubre.
El vencedor final fou l'eslovè Primož Roglič (Team Jumbo-Visma), que s'imposà en un ajustat esprint a un Julian Alaphilippe (Deceuninck-Quick Step) que ja estava celebrant el triomf amb els braços alçats. Amb tot, finalment Alaphilippe fou desqualificat per irregularitats en l'esprint i desplaçat a la darrera posició del grup. Així doncs, el segon classificat final fou el suís Marc Hirschi (Team Sunweb), mentre Tadej Pogačar (UAE Team Emirates) completà el podi.

## Equips participants
En ser la Lieja-Bastogne-Lieja una cursa de l'UCI World Tour els 19 equip amb categoria WorldTeam tenen el dret i obligació a prendre-hi part. A banda, l'organitzador ASO va convidar a sis equips ProTeams, per totalitzar un gran grup de 25 equips i 175 corredors.
| WorldTeams (19)- AG2R La Mondiale - Astana - Bahrain McLaren - Bora-Hansgrohe - CCC Team - Cofidis - Deceuninck-Quick Step - EF Pro Cycling - Groupama-FDJ - Israel Start-Up Nation - Lotto Soudal - Mitchelton-Scott - Movistar Team - NTT Pro Cycling - Ineos Grenadiers - Jumbo-Visma - Team Sunweb - Trek-Segafredo - UAE Team Emirates ProTeams (6)- Alpecin-Fenix - Bingoal-Wallonie Bruxelles - Circus-Wanty Gobert - Sport Vlaanderen-Baloise - Arkéa-Samsic - Total Direct Énergie |
| |

## Recorregut
| Núm. | Nom                                  | Km    | Llargada | Pendent | Km arribada |
| ---- | ------------------------------------ | ----- | -------- | ------- | ----------- |
| 1    | Cota de la Roche-en-Ardenne          | 75    | 2 900    | 5,6 %   | 181         |
| 2    | Cota de Saint-Roch                   | 121   | 1 000    | 11,2 %  | 135         |
| 3    | Cota de Mont-le-Soie                 | 161   | 4 000    | 6,1 %   | 95          |
| 4    | Cota de Wanne                        | 169,5 | 2 800    | 7,4 %   | 86,5        |
| 5    | Cota de Stockeu (Estela Eddy Merckx) | 176   | 1 000    | 12,5 %  | 80          |
| 6    | Cota de la Haute-Levée               | 181,5 | 3 600    | 5,6 %   | 74,5        |
| 7    | Coll de Rosier                       | 194,5 | 4 400    | 5,9 %   | 61,5        |
| 8    | Coll de Maquisard                    | 207   | 2 500    | 5 %     | 49          |
| 9    | Cota de La Redoute                   | 219   | 2 000    | 8,9 %   | 37          |
| 10   | Cota des Forges (Estela Stan Ockers) | 231   | 1 530    | 6,9 %   | 25          |
| 11   | Cota de la Roche aux faucons         | 241   | 1 300    | 11 %    | 15          |

## Classificació final
| \| Classificació general \| Classificació general \| Classificació general \| Classificació general \| Classificació general \| \| Corredor \| Corredor \| Equip \| Temps \| \| \| --------------------- \| --------------------- \| --------------------- \| --------------------- \| --------------------- \| \| 1r \| Primož Roglič \| Jumbo-Visma \| 6h 32' 02" \| \| \| 2n \| Marc Hirschi \| Team Sunweb \| + 0" \| \| \| 3r \| Tadej Pogačar \| UAE Team Emirates \| + 0" \| \| \| 4t \| Matej Mohorič \| Bahrain McLaren \| + 0" \| \| \| 5è \| Julian Alaphilippe \| Deceuninck-Quick Step \| + 0" \| \| \| 6è \| Mathieu van der Poel \| Alpecin-Fenix \| + 14" \| \| \| 7è \| Michael Woods \| EF Pro Cycling \| + 14" \| \| \| 8è \| Tiesj Benoot \| Team Sunweb \| + 14" \| \| \| 9è \| Warren Barguil \| Arkéa-Samsic \| + 14" \| \| \| 10è \| Michał Kwiatkowski \| Ineos Grenadiers \| + 14" \| \| |                      |                       |            |
| |                      |                       |            |
| Font: ProCyclingStats |                      |                       |            |
| Classificació general |                      |                       |            |
| Corredor | Corredor             | Equip                 | Temps      |
| 1r | Primož Roglič        | Jumbo-Visma           | 6h 32' 02" |
| 2n | Marc Hirschi         | Team Sunweb           | + 0"       |
| 3r | Tadej Pogačar        | UAE Team Emirates     | + 0"       |
| 4t | Matej Mohorič        | Bahrain McLaren       | + 0"       |
| 5è | Julian Alaphilippe   | Deceuninck-Quick Step | + 0"       |
| 6è | Mathieu van der Poel | Alpecin-Fenix         | + 14"      |
| 7è | Michael Woods        | EF Pro Cycling        | + 14"      |
| 8è | Tiesj Benoot         | Team Sunweb           | + 14"      |
| 9è | Warren Barguil       | Arkéa-Samsic          | + 14"      |
| 10è | Michał Kwiatkowski   | Ineos Grenadiers      | + 14"      |

## Llista de participants
| Deceuninck-Quick Step DQT | Deceuninck-Quick Step DQT       | Deceuninck-Quick Step DQT |
| ------------------------- | ------------------------------- | ------------------------- |
| Núm                       | Ciclista                        | Pos                       |
| 1                         | Julian Alaphilippe (FRA) (ruta) | 5è                        |
| 2                         | Andrea Bagioli (ITA)            | DNF                       |
| 3                         | Rémi Cavagna (FRA)              | 110è                      |
| 4                         | Tim Declercq (BEL)              | DNF                       |
| 5                         | Dries Devenyns (BEL)            | 74è                       |
| 6                         | Bob Jungels (LUX)               | 94è                       |
| 7                         | Mauri Vansevenant (BEL)         | 91è                       |

| Astana AST | Astana AST                         | Astana AST |
| ---------- | ---------------------------------- | ---------- |
| Núm        | Ciclista                           | Pos        |
| 11         | Omar Fraile Matarranz (ESP)        | 19è        |
| 12         | Laurens De Vreese (BEL)            | DNF        |
| 13         | Hugo Houle (CAN)                   | 47è        |
| 14         | Gorka Izagirre Insausti (ESP)      | 17è        |
| 15         | Merhawi Kudus (ERI)                | 59è        |
| 16         | Davide Martinelli (ITA)            | DNF        |
| 17         | Luis León Sánchez Gil (ESP) (ruta) | 41è        |

| Bora-Hansgrohe BOH | Bora-Hansgrohe BOH          | Bora-Hansgrohe BOH |
| ------------------ | --------------------------- | ------------------ |
| Núm                | Ciclista                    | Pos                |
| 21                 | Maximilian Schachmann (GER) | DNF                |
| 22                 | Oscar Gatto (ITA)           | DNF                |
| 23                 | Lennard Kämna (GER)         | 21è                |
| 24                 | Martin Laas (EST)           | DNF                |
| 25                 | Jay McCarthy (AUS)          | DNF                |
| 26                 | Juraj Sagan (SVK) (ruta)    | DNF                |
| 27                 | Ide Schelling (NED)         | 52è                |

| Mitchelton-Scott MTS | Mitchelton-Scott MTS          | Mitchelton-Scott MTS |
| -------------------- | ----------------------------- | -------------------- |
| Núm                  | Ciclista                      | Pos                  |
| 31                   | Adam Yates (GBR)              | DNF                  |
| 32                   | Michael Albasini (SUI)        | 76è                  |
| 33                   | Tsgabu Grmay (ETH)            | 120è                 |
| 34                   | Daryl Impey (RSA)             | 77è                  |
| 35                   | Christopher Juul-Jensen (DEN) | 78è                  |
| 36                   | Barnabás Peák (HUN)           | 98è                  |
| 37                   | Nick Schultz (AUS)            | 22è                  |

| EF Pro Cycling EF1 | EF Pro Cycling EF1           | EF Pro Cycling EF1 |
| ------------------ | ---------------------------- | ------------------ |
| Núm                | Ciclista                     | Pos                |
| 41                 | Michael Woods (CAN)          | 7è                 |
| 42                 | Alberto Bettiol (ITA)        | DNF                |
| 43                 | Alex Howes (USA) (ruta)      | DNF                |
| 44                 | Jens Keukeleire (BEL)        | DNF                |
| 45                 | Daniel Martínez Poveda (COL) | 20è                |
| 46                 | Neilson Powless (USA)        | 92è                |
| 47                 | Rigoberto Urán (COL)         | 15è                |

| Groupama-FDJ GFC | Groupama-FDJ GFC        | Groupama-FDJ GFC |
| ---------------- | ----------------------- | ---------------- |
| Núm              | Ciclista                | Pos              |
| 51               | Valentin Madouas (FRA)  | 25è              |
| 52               | Bruno Armirail (FRA)    | 58è              |
| 53               | William Bonnet (FRA)    | DNF              |
| 54               | Mathieu Ladagnous (FRA) | 99è              |
| 55               | Rudy Molard (FRA)       | 13è              |
| 56               | Anthony Roux (FRA)      | 62è              |
| 57               | Romain Seigle (FRA)     | 104è             |

| Movistar Team MOV | Movistar Team MOV               | Movistar Team MOV |
| ----------------- | ------------------------------- | ----------------- |
| Núm               | Ciclista                        | Pos               |
| 61                | Carlos Verona Quintanilla (ESP) | 29è               |
| 62                | Juan Diego Alba (COL)           | 96è               |
| 63                | Jorge Arcas (ESP)               | 95è               |
| 64                | Iñigo Elosegui (ESP)            | 97è               |
| 65                | Imanol Erviti Ollo (ESP)        | 72è               |
| 66                | Matteo Jorgenson (USA)          | 45è               |
| 67                | Eduard Prades i Reverter (ESP)  | 44è               |

| Arkéa-Samsic ARK | Arkéa-Samsic ARK           | Arkéa-Samsic ARK |
| ---------------- | -------------------------- | ---------------- |
| Núm              | Ciclista                   | Pos              |
| 71               | Warren Barguil (FRA)       | 9è               |
| 72               | Winner Anacona Gómez (COL) | 81è              |
| 73               | Franck Bonnamour (FRA)     | 85è              |
| 74               | Benjamin Declercq (BEL)    | DNF              |
| 75               | Łukasz Owsian (POL)        | 75è              |
| 76               | Laurent Pichon (FRA)       | DNF              |
| 77               | Connor Swift (GBR)         | 79è              |

| Bahrain McLaren TBM | Bahrain McLaren TBM             | Bahrain McLaren TBM |
| ------------------- | ------------------------------- | ------------------- |
| Núm                 | Ciclista                        | Pos                 |
| 81                  | Mikel Landa Meana (ESP)         | DNF                 |
| 82                  | Santiago Buitrago Sánchez (COL) | DNF                 |
| 83                  | Damiano Caruso (ITA)            | DNF                 |
| 84                  | Kevin Inkelaar (NED)            | 90è                 |
| 85                  | Matej Mohorič (SLO)             | 4t                  |
| 86                  | Wout Poels (NED)                | 87è                 |
| 87                  | Dylan Teuns (BEL)               | 27è                 |

| Lotto-Soudal LTS | Lotto-Soudal LTS         | Lotto-Soudal LTS |
| ---------------- | ------------------------ | ---------------- |
| Núm              | Ciclista                 | Pos              |
| 91               | Tim Wellens (BEL)        | 33è              |
| 92               | Stan Dewulf (BEL)        | 88è              |
| 93               | Frederik Frison (BEL)    | 115è             |
| 94               | Kobe Goossens (BEL)      | DNF              |
| 95               | Rémy Mertz (BEL)         | 93è              |
| 96               | Tosh Van der Sande (BEL) | 105è             |
| 97               | Brent Van Moer (BEL)     | 124è             |

| Jumbo-Visma TJV | Jumbo-Visma TJV            | Jumbo-Visma TJV |
| --------------- | -------------------------- | --------------- |
| Núm             | Ciclista                   | Pos             |
| 101             | Primož Roglič (SLO) (ruta) | 1r              |
| 102             | Laurens De Plus (BEL)      | DNF             |
| 103             | Tom Dumoulin (NED)         | 12è             |
| 104             | Lennard Hofstede (NED)     | 50è             |
| 105             | Tom Leezer (NED)           | DNF             |
| 106             | Paul Martens (GER)         | DNF             |
| 107             | Jonas Vingegaard (DEN)     | 84è             |

| UAE Team Emirates UAD | UAE Team Emirates UAD                   | UAE Team Emirates UAD |
| --------------------- | --------------------------------------- | --------------------- |
| Núm                   | Ciclista                                | Pos                   |
| 111                   | Tadej Pogačar (SLO)                     | 3r                    |
| 112                   | Andrés Camilo Ardila (COL)              | DNF                   |
| 113                   | Rui Alberto Faria da Costa (POR) (ruta) | 40è                   |
| 114                   | Sergio Henao Montoya (COL)              | 42è                   |
| 115                   | Cristian Camilo Muñoz (COL)             | 103è                  |
| 116                   | Jan Polanc (SLO)                        | DNF                   |
| 117                   | Edward Ravasi (ITA)                     | 69è                   |

| Circus-Wanty Gobert CWG | Circus-Wanty Gobert CWG  | Circus-Wanty Gobert CWG |
| ----------------------- | ------------------------ | ----------------------- |
| Núm                     | Ciclista                 | Pos                     |
| 121                     | Jan Bakelants (BEL)      | 46è                     |
| 122                     | Thomas Degand (BEL)      | DNF                     |
| 123                     | Fabien Doubey (FRA)      | DNF                     |
| 124                     | Maurits Lammertink (NED) | 65è                     |
| 125                     | Simone Petilli (ITA)     | 61è                     |
| 126                     | Kévin Van Melsen (BEL)   | DNF                     |
| 127                     | Loïc Vliegen (BEL)       | 24è                     |

| AG2R La Mondiale ALM | AG2R La Mondiale ALM      | AG2R La Mondiale ALM |
| -------------------- | ------------------------- | -------------------- |
| Núm                  | Ciclista                  | Pos                  |
| 131                  | Benoît Cosnefroy (FRA)    | 18è                  |
| 132                  | Clément Champoussin (FRA) | 113è                 |
| 133                  | Mikaël Cherel (FRA)       | 108è                 |
| 134                  | Mathias Frank (SUI)       | DNF                  |
| 135                  | Dorian Godon (FRA)        | 56è                  |
| 136                  | Quentin Jauregui (FRA)    | 48è                  |
| 137                  | Alexis Vuillermoz (FRA)   | DNF                  |

| Cofidis COF | Cofidis COF                    | Cofidis COF |
| ----------- | ------------------------------ | ----------- |
| Núm         | Ciclista                       | Pos         |
| 141         | Guillaume Martin (FRA)         | 14è         |
| 142         | Fernando Barceló Aragón (ESP)  | 109è        |
| 143         | Jesús Herrada López (ESP)      | 26è         |
| 144         | José Herrada López (ESP)       | 86è         |
| 145         | Victor Lafay (FRA)             | 112è        |
| 146         | Luis Ángel Maté Mardones (ESP) | DNF         |
| 147         | Pierre-Luc Périchon (FRA)      | 125è        |

| Trek-Segafredo TFS | Trek-Segafredo TFS     | Trek-Segafredo TFS |
| ------------------ | ---------------------- | ------------------ |
| Núm                | Ciclista               | Pos                |
| 151                | Richie Porte (AUS)     | 16è                |
| 152                | Alexander Kamp (DEN)   | 63è                |
| 153                | Alex Kirsch (LUX)      | DNF                |
| 154                | Juan Pedro López (ESP) | 114è               |
| 155                | Mads Pedersen (DEN)    | DNF                |
| 156                | Michel Ries (LUX)      | 119è               |
| 157                | Toms Skujiņš (LAT)     | 35è                |

| Team Sunweb SUN | Team Sunweb SUN       | Team Sunweb SUN |
| --------------- | --------------------- | --------------- |
| Núm             | Ciclista              | Pos             |
| 161             | Marc Hirschi (SUI)    | 2n              |
| 162             | Thymen Arensman (NED) | DNF             |
| 163             | Tiesj Benoot (BEL)    | 8è              |
| 164             | Mark Donovan (GBR)    | 80è             |
| 165             | Robert Power (AUS)    | 43è             |
| 166             | Michael Storer (AUS)  | 83è             |
| 167             | Ilan Van Wilder (BEL) | 51è             |

| Ineos Grenadiers IGD | Ineos Grenadiers IGD          | Ineos Grenadiers IGD |
| -------------------- | ----------------------------- | -------------------- |
| Núm                  | Ciclista                      | Pos                  |
| 171                  | Michał Kwiatkowski (POL)      | 10è                  |
| 172                  | Christopher Froome (GBR)      | DNF                  |
| 173                  | Michał Gołaś (POL)            | 106è                 |
| 174                  | Ethan Hayter (GBR)            | 70è                  |
| 175                  | Sebastián Henao Gómez (COL)   | 71è                  |
| 176                  | Iván Ramiro Sosa Cuervo (COL) | 82è                  |
| 177                  | Cameron Wurf (AUS)            | DNF                  |

| Alpecin-Fenix AFC | Alpecin-Fenix AFC                 | Alpecin-Fenix AFC |
| ----------------- | --------------------------------- | ----------------- |
| Núm               | Ciclista                          | Pos               |
| 181               | Mathieu van der Poel (NED) (ruta) | 6è                |
| 182               | Kristian Sbaragli (ITA)           | 34è               |
| 183               | Scott Thwaites (GBR)              | 118è              |
| 184               | Ben Tulett (GBR)                  | 53è               |
| 185               | Petr Vakoč (CZE)                  | 39è               |
| 186               | Otto Vergaerde (BEL)              | DNF               |
| 187               | Louis Vervaeke (BEL)              | 36è               |

| CCC Team CCC | CCC Team CCC               | CCC Team CCC |
| ------------ | -------------------------- | ------------ |
| Núm          | Ciclista                   | Pos          |
| 191          | Greg Van Avermaet (BEL)    | DNF          |
| 192          | William Barta (USA)        | 64è          |
| 193          | Alessandro De Marchi (ITA) | 31è          |
| 194          | Simon Geschke (GER)        | 30è          |
| 195          | Jan Hirt (CZE)             | 49è          |
| 196          | Michael Schär (SUI)        | 116è         |
| 197          | Georg Zimmermann (GER)     | 68è          |

| Bingoal-Wallonie Bruxelles WVA | Bingoal-Wallonie Bruxelles WVA | Bingoal-Wallonie Bruxelles WVA |
| ------------------------------ | ------------------------------ | ------------------------------ |
| Núm                            | Ciclista                       | Pos                            |
| 201                            | Jelle Vanendert (BEL)          | 23è                            |
| 202                            | Laurens Huys (BEL)             | 66è                            |
| 203                            | Eliot Lietaer (BEL)            | 60è                            |
| 204                            | Arjen Livyns (BEL)             | 73è                            |
| 205                            | Kenny Molly (BEL)              | 101è                           |
| 206                            | Mathijs Paasschens (NED)       | DNF                            |
| 207                            | Dimitri Peyskens (BEL)         | DNF                            |

| Israel Start-Up Nation ISN | Israel Start-Up Nation ISN | Israel Start-Up Nation ISN |
| -------------------------- | -------------------------- | -------------------------- |
| Núm                        | Ciclista                   | Pos                        |
| 211                        | Daniel Martin (IRL)        | 11è                        |
| 212                        | Omer Goldstein (ISR)       | DNF                        |
| 213                        | Reto Hollenstein (SUI)     | 100è                       |
| 214                        | Krists Neilands (LAT)      | 37è                        |
| 215                        | James Piccoli (CAN)        | 57è                        |
| 216                        | Patrick Schelling (SUI)    | 122è                       |
| 217                        | Rory Sutherland (AUS)      | DNF                        |

| Total Direct Énergie TDE | Total Direct Énergie TDE | Total Direct Énergie TDE |
| ------------------------ | ------------------------ | ------------------------ |
| Núm                      | Ciclista                 | Pos                      |
| 221                      | Mathieu Burgaudeau (FRA) | 55è                      |
| 222                      | Valentin Ferron (FRA)    | 121è                     |
| 223                      | Marlon Gaillard (FRA)    | 102è                     |
| 224                      | Fabien Grellier (FRA)    | 89è                      |
| 225                      | Jonathan Hivert (FRA)    | 32è                      |
| 226                      | Paul Ourselin (FRA)      | 117è                     |
| 227                      | Julien Simon (FRA)       | 28è                      |

| NTT Pro Cycling NTT | NTT Pro Cycling NTT            | NTT Pro Cycling NTT |
| ------------------- | ------------------------------ | ------------------- |
| Núm                 | Ciclista                       | Pos                 |
| 231                 | Benjamin King (USA)            | DNF                 |
| 232                 | Carlos Barbero Cuesta (ESP)    | 107è                |
| 233                 | Samuele Battistella (ITA)      | 67è                 |
| 234                 | Enrico Gasparotto (SUI)        | 38è                 |
| 235                 | Michael Valgren Andersen (DEN) | DNF                 |
| 236                 | Roman Kreuziger (CZE)          | DNF                 |
| 237                 | Gino Mäder (SUI)               | DNF                 |

| Sport Vlaanderen-Baloise SVB | Sport Vlaanderen-Baloise SVB | Sport Vlaanderen-Baloise SVB |
| ---------------------------- | ---------------------------- | ---------------------------- |
| Núm                          | Ciclista                     | Pos                          |
| 241                          | Thomas Sprengers (BEL)       | 111è                         |
| 242                          | Lindsay De Vylder (BEL)      | DNF                          |
| 243                          | Kevin Deltombe (BEL)         | DNF                          |
| 244                          | Robbe Ghys (BEL)             | DNF                          |
| 245                          | Julian Mertens (BEL)         | DNF                          |
| 246                          | Emiel Planckaert (BEL)       | 123è                         |
| 247                          | Aaron Van Poucke (BEL)       | 54è                          |

| Deceuninck-Quick Step DQT | Deceuninck-Quick Step DQT       | Deceuninck-Quick Step DQT |
| ------------------------- | ------------------------------- | ------------------------- |
| Núm                       | Ciclista                        | Pos                       |
| 1                         | Julian Alaphilippe (FRA) (ruta) | 5è                        |
| 2                         | Andrea Bagioli (ITA)            | DNF                       |
| 3                         | Rémi Cavagna (FRA)              | 110è                      |
| 4                         | Tim Declercq (BEL)              | DNF                       |
| 5                         | Dries Devenyns (BEL)            | 74è                       |
| 6                         | Bob Jungels (LUX)               | 94è                       |
| 7                         | Mauri Vansevenant (BEL)         | 91è                       |

| Astana AST | Astana AST                         | Astana AST |
| ---------- | ---------------------------------- | ---------- |
| Núm        | Ciclista                           | Pos        |
| 11         | Omar Fraile Matarranz (ESP)        | 19è        |
| 12         | Laurens De Vreese (BEL)            | DNF        |
| 13         | Hugo Houle (CAN)                   | 47è        |
| 14         | Gorka Izagirre Insausti (ESP)      | 17è        |
| 15         | Merhawi Kudus (ERI)                | 59è        |
| 16         | Davide Martinelli (ITA)            | DNF        |
| 17         | Luis León Sánchez Gil (ESP) (ruta) | 41è        |

| Bora-Hansgrohe BOH | Bora-Hansgrohe BOH          | Bora-Hansgrohe BOH |
| ------------------ | --------------------------- | ------------------ |
| Núm                | Ciclista                    | Pos                |
| 21                 | Maximilian Schachmann (GER) | DNF                |
| 22                 | Oscar Gatto (ITA)           | DNF                |
| 23                 | Lennard Kämna (GER)         | 21è                |
| 24                 | Martin Laas (EST)           | DNF                |
| 25                 | Jay McCarthy (AUS)          | DNF                |
| 26                 | Juraj Sagan (SVK) (ruta)    | DNF                |
| 27                 | Ide Schelling (NED)         | 52è                |

| Mitchelton-Scott MTS | Mitchelton-Scott MTS          | Mitchelton-Scott MTS |
| -------------------- | ----------------------------- | -------------------- |
| Núm                  | Ciclista                      | Pos                  |
| 31                   | Adam Yates (GBR)              | DNF                  |
| 32                   | Michael Albasini (SUI)        | 76è                  |
| 33                   | Tsgabu Grmay (ETH)            | 120è                 |
| 34                   | Daryl Impey (RSA)             | 77è                  |
| 35                   | Christopher Juul-Jensen (DEN) | 78è                  |
| 36                   | Barnabás Peák (HUN)           | 98è                  |
| 37                   | Nick Schultz (AUS)            | 22è                  |

| EF Pro Cycling EF1 | EF Pro Cycling EF1           | EF Pro Cycling EF1 |
| ------------------ | ---------------------------- | ------------------ |
| Núm                | Ciclista                     | Pos                |
| 41                 | Michael Woods (CAN)          | 7è                 |
| 42                 | Alberto Bettiol (ITA)        | DNF                |
| 43                 | Alex Howes (USA) (ruta)      | DNF                |
| 44                 | Jens Keukeleire (BEL)        | DNF                |
| 45                 | Daniel Martínez Poveda (COL) | 20è                |
| 46                 | Neilson Powless (USA)        | 92è                |
| 47                 | Rigoberto Urán (COL)         | 15è                |

| Groupama-FDJ GFC | Groupama-FDJ GFC        | Groupama-FDJ GFC |
| ---------------- | ----------------------- | ---------------- |
| Núm              | Ciclista                | Pos              |
| 51               | Valentin Madouas (FRA)  | 25è              |
| 52               | Bruno Armirail (FRA)    | 58è              |
| 53               | William Bonnet (FRA)    | DNF              |
| 54               | Mathieu Ladagnous (FRA) | 99è              |
| 55               | Rudy Molard (FRA)       | 13è              |
| 56               | Anthony Roux (FRA)      | 62è              |
| 57               | Romain Seigle (FRA)     | 104è             |

| Movistar Team MOV | Movistar Team MOV               | Movistar Team MOV |
| ----------------- | ------------------------------- | ----------------- |
| Núm               | Ciclista                        | Pos               |
| 61                | Carlos Verona Quintanilla (ESP) | 29è               |
| 62                | Juan Diego Alba (COL)           | 96è               |
| 63                | Jorge Arcas (ESP)               | 95è               |
| 64                | Iñigo Elosegui (ESP)            | 97è               |
| 65                | Imanol Erviti Ollo (ESP)        | 72è               |
| 66                | Matteo Jorgenson (USA)          | 45è               |
| 67                | Eduard Prades i Reverter (ESP)  | 44è               |

| Arkéa-Samsic ARK | Arkéa-Samsic ARK           | Arkéa-Samsic ARK |
| ---------------- | -------------------------- | ---------------- |
| Núm              | Ciclista                   | Pos              |
| 71               | Warren Barguil (FRA)       | 9è               |
| 72               | Winner Anacona Gómez (COL) | 81è              |
| 73               | Franck Bonnamour (FRA)     | 85è              |
| 74               | Benjamin Declercq (BEL)    | DNF              |
| 75               | Łukasz Owsian (POL)        | 75è              |
| 76               | Laurent Pichon (FRA)       | DNF              |
| 77               | Connor Swift (GBR)         | 79è              |

| Bahrain McLaren TBM | Bahrain McLaren TBM             | Bahrain McLaren TBM |
| ------------------- | ------------------------------- | ------------------- |
| Núm                 | Ciclista                        | Pos                 |
| 81                  | Mikel Landa Meana (ESP)         | DNF                 |
| 82                  | Santiago Buitrago Sánchez (COL) | DNF                 |
| 83                  | Damiano Caruso (ITA)            | DNF                 |
| 84                  | Kevin Inkelaar (NED)            | 90è                 |
| 85                  | Matej Mohorič (SLO)             | 4t                  |
| 86                  | Wout Poels (NED)                | 87è                 |
| 87                  | Dylan Teuns (BEL)               | 27è                 |

| Lotto-Soudal LTS | Lotto-Soudal LTS         | Lotto-Soudal LTS |
| ---------------- | ------------------------ | ---------------- |
| Núm              | Ciclista                 | Pos              |
| 91               | Tim Wellens (BEL)        | 33è              |
| 92               | Stan Dewulf (BEL)        | 88è              |
| 93               | Frederik Frison (BEL)    | 115è             |
| 94               | Kobe Goossens (BEL)      | DNF              |
| 95               | Rémy Mertz (BEL)         | 93è              |
| 96               | Tosh Van der Sande (BEL) | 105è             |
| 97               | Brent Van Moer (BEL)     | 124è             |

| Jumbo-Visma TJV | Jumbo-Visma TJV            | Jumbo-Visma TJV |
| --------------- | -------------------------- | --------------- |
| Núm             | Ciclista                   | Pos             |
| 101             | Primož Roglič (SLO) (ruta) | 1r              |
| 102             | Laurens De Plus (BEL)      | DNF             |
| 103             | Tom Dumoulin (NED)         | 12è             |
| 104             | Lennard Hofstede (NED)     | 50è             |
| 105             | Tom Leezer (NED)           | DNF             |
| 106             | Paul Martens (GER)         | DNF             |
| 107             | Jonas Vingegaard (DEN)     | 84è             |

| UAE Team Emirates UAD | UAE Team Emirates UAD                   | UAE Team Emirates UAD |
| --------------------- | --------------------------------------- | --------------------- |
| Núm                   | Ciclista                                | Pos                   |
| 111                   | Tadej Pogačar (SLO)                     | 3r                    |
| 112                   | Andrés Camilo Ardila (COL)              | DNF                   |
| 113                   | Rui Alberto Faria da Costa (POR) (ruta) | 40è                   |
| 114                   | Sergio Henao Montoya (COL)              | 42è                   |
| 115                   | Cristian Camilo Muñoz (COL)             | 103è                  |
| 116                   | Jan Polanc (SLO)                        | DNF                   |
| 117                   | Edward Ravasi (ITA)                     | 69è                   |

| Circus-Wanty Gobert CWG | Circus-Wanty Gobert CWG  | Circus-Wanty Gobert CWG |
| ----------------------- | ------------------------ | ----------------------- |
| Núm                     | Ciclista                 | Pos                     |
| 121                     | Jan Bakelants (BEL)      | 46è                     |
| 122                     | Thomas Degand (BEL)      | DNF                     |
| 123                     | Fabien Doubey (FRA)      | DNF                     |
| 124                     | Maurits Lammertink (NED) | 65è                     |
| 125                     | Simone Petilli (ITA)     | 61è                     |
| 126                     | Kévin Van Melsen (BEL)   | DNF                     |
| 127                     | Loïc Vliegen (BEL)       | 24è                     |

| AG2R La Mondiale ALM | AG2R La Mondiale ALM      | AG2R La Mondiale ALM |
| -------------------- | ------------------------- | -------------------- |
| Núm                  | Ciclista                  | Pos                  |
| 131                  | Benoît Cosnefroy (FRA)    | 18è                  |
| 132                  | Clément Champoussin (FRA) | 113è                 |
| 133                  | Mikaël Cherel (FRA)       | 108è                 |
| 134                  | Mathias Frank (SUI)       | DNF                  |
| 135                  | Dorian Godon (FRA)        | 56è                  |
| 136                  | Quentin Jauregui (FRA)    | 48è                  |
| 137                  | Alexis Vuillermoz (FRA)   | DNF                  |

| Cofidis COF | Cofidis COF                    | Cofidis COF |
| ----------- | ------------------------------ | ----------- |
| Núm         | Ciclista                       | Pos         |
| 141         | Guillaume Martin (FRA)         | 14è         |
| 142         | Fernando Barceló Aragón (ESP)  | 109è        |
| 143         | Jesús Herrada López (ESP)      | 26è         |
| 144         | José Herrada López (ESP)       | 86è         |
| 145         | Victor Lafay (FRA)             | 112è        |
| 146         | Luis Ángel Maté Mardones (ESP) | DNF         |
| 147         | Pierre-Luc Périchon (FRA)      | 125è        |

| Trek-Segafredo TFS | Trek-Segafredo TFS     | Trek-Segafredo TFS |
| ------------------ | ---------------------- | ------------------ |
| Núm                | Ciclista               | Pos                |
| 151                | Richie Porte (AUS)     | 16è                |
| 152                | Alexander Kamp (DEN)   | 63è                |
| 153                | Alex Kirsch (LUX)      | DNF                |
| 154                | Juan Pedro López (ESP) | 114è               |
| 155                | Mads Pedersen (DEN)    | DNF                |
| 156                | Michel Ries (LUX)      | 119è               |
| 157                | Toms Skujiņš (LAT)     | 35è                |

| Team Sunweb SUN | Team Sunweb SUN       | Team Sunweb SUN |
| --------------- | --------------------- | --------------- |
| Núm             | Ciclista              | Pos             |
| 161             | Marc Hirschi (SUI)    | 2n              |
| 162             | Thymen Arensman (NED) | DNF             |
| 163             | Tiesj Benoot (BEL)    | 8è              |
| 164             | Mark Donovan (GBR)    | 80è             |
| 165             | Robert Power (AUS)    | 43è             |
| 166             | Michael Storer (AUS)  | 83è             |
| 167             | Ilan Van Wilder (BEL) | 51è             |

| Ineos Grenadiers IGD | Ineos Grenadiers IGD          | Ineos Grenadiers IGD |
| -------------------- | ----------------------------- | -------------------- |
| Núm                  | Ciclista                      | Pos                  |
| 171                  | Michał Kwiatkowski (POL)      | 10è                  |
| 172                  | Christopher Froome (GBR)      | DNF                  |
| 173                  | Michał Gołaś (POL)            | 106è                 |
| 174                  | Ethan Hayter (GBR)            | 70è                  |
| 175                  | Sebastián Henao Gómez (COL)   | 71è                  |
| 176                  | Iván Ramiro Sosa Cuervo (COL) | 82è                  |
| 177                  | Cameron Wurf (AUS)            | DNF                  |

| Alpecin-Fenix AFC | Alpecin-Fenix AFC                 | Alpecin-Fenix AFC |
| ----------------- | --------------------------------- | ----------------- |
| Núm               | Ciclista                          | Pos               |
| 181               | Mathieu van der Poel (NED) (ruta) | 6è                |
| 182               | Kristian Sbaragli (ITA)           | 34è               |
| 183               | Scott Thwaites (GBR)              | 118è              |
| 184               | Ben Tulett (GBR)                  | 53è               |
| 185               | Petr Vakoč (CZE)                  | 39è               |
| 186               | Otto Vergaerde (BEL)              | DNF               |
| 187               | Louis Vervaeke (BEL)              | 36è               |

| CCC Team CCC | CCC Team CCC               | CCC Team CCC |
| ------------ | -------------------------- | ------------ |
| Núm          | Ciclista                   | Pos          |
| 191          | Greg Van Avermaet (BEL)    | DNF          |
| 192          | William Barta (USA)        | 64è          |
| 193          | Alessandro De Marchi (ITA) | 31è          |
| 194          | Simon Geschke (GER)        | 30è          |
| 195          | Jan Hirt (CZE)             | 49è          |
| 196          | Michael Schär (SUI)        | 116è         |
| 197          | Georg Zimmermann (GER)     | 68è          |

| Bingoal-Wallonie Bruxelles WVA | Bingoal-Wallonie Bruxelles WVA | Bingoal-Wallonie Bruxelles WVA |
| ------------------------------ | ------------------------------ | ------------------------------ |
| Núm                            | Ciclista                       | Pos                            |
| 201                            | Jelle Vanendert (BEL)          | 23è                            |
| 202                            | Laurens Huys (BEL)             | 66è                            |
| 203                            | Eliot Lietaer (BEL)            | 60è                            |
| 204                            | Arjen Livyns (BEL)             | 73è                            |
| 205                            | Kenny Molly (BEL)              | 101è                           |
| 206                            | Mathijs Paasschens (NED)       | DNF                            |
| 207                            | Dimitri Peyskens (BEL)         | DNF                            |

| Israel Start-Up Nation ISN | Israel Start-Up Nation ISN | Israel Start-Up Nation ISN |
| -------------------------- | -------------------------- | -------------------------- |
| Núm                        | Ciclista                   | Pos                        |
| 211                        | Daniel Martin (IRL)        | 11è                        |
| 212                        | Omer Goldstein (ISR)       | DNF                        |
| 213                        | Reto Hollenstein (SUI)     | 100è                       |
| 214                        | Krists Neilands (LAT)      | 37è                        |
| 215                        | James Piccoli (CAN)        | 57è                        |
| 216                        | Patrick Schelling (SUI)    | 122è                       |
| 217                        | Rory Sutherland (AUS)      | DNF                        |

| Total Direct Énergie TDE | Total Direct Énergie TDE | Total Direct Énergie TDE |
| ------------------------ | ------------------------ | ------------------------ |
| Núm                      | Ciclista                 | Pos                      |
| 221                      | Mathieu Burgaudeau (FRA) | 55è                      |
| 222                      | Valentin Ferron (FRA)    | 121è                     |
| 223                      | Marlon Gaillard (FRA)    | 102è                     |
| 224                      | Fabien Grellier (FRA)    | 89è                      |
| 225                      | Jonathan Hivert (FRA)    | 32è                      |
| 226                      | Paul Ourselin (FRA)      | 117è                     |
| 227                      | Julien Simon (FRA)       | 28è                      |

| NTT Pro Cycling NTT | NTT Pro Cycling NTT            | NTT Pro Cycling NTT |
| ------------------- | ------------------------------ | ------------------- |
| Núm                 | Ciclista                       | Pos                 |
| 231                 | Benjamin King (USA)            | DNF                 |
| 232                 | Carlos Barbero Cuesta (ESP)    | 107è                |
| 233                 | Samuele Battistella (ITA)      | 67è                 |
| 234                 | Enrico Gasparotto (SUI)        | 38è                 |
| 235                 | Michael Valgren Andersen (DEN) | DNF                 |
| 236                 | Roman Kreuziger (CZE)          | DNF                 |
| 237                 | Gino Mäder (SUI)               | DNF                 |

| Sport Vlaanderen-Baloise SVB | Sport Vlaanderen-Baloise SVB | Sport Vlaanderen-Baloise SVB |
| ---------------------------- | ---------------------------- | ---------------------------- |
| Núm                          | Ciclista                     | Pos                          |
| 241                          | Thomas Sprengers (BEL)       | 111è                         |
| 242                          | Lindsay De Vylder (BEL)      | DNF                          |
| 243                          | Kevin Deltombe (BEL)         | DNF                          |
| 244                          | Robbe Ghys (BEL)             | DNF                          |
| 245                          | Julian Mertens (BEL)         | DNF                          |
| 246                          | Emiel Planckaert (BEL)       | 123è                         |
| 247                          | Aaron Van Poucke (BEL)       | 54è                          |